# Tritonia disticha
Tritonia disticha es una especie de planta herbácea, perenne y bulbosa nativa de África y perteneciente a la familia de las iridáceas. 

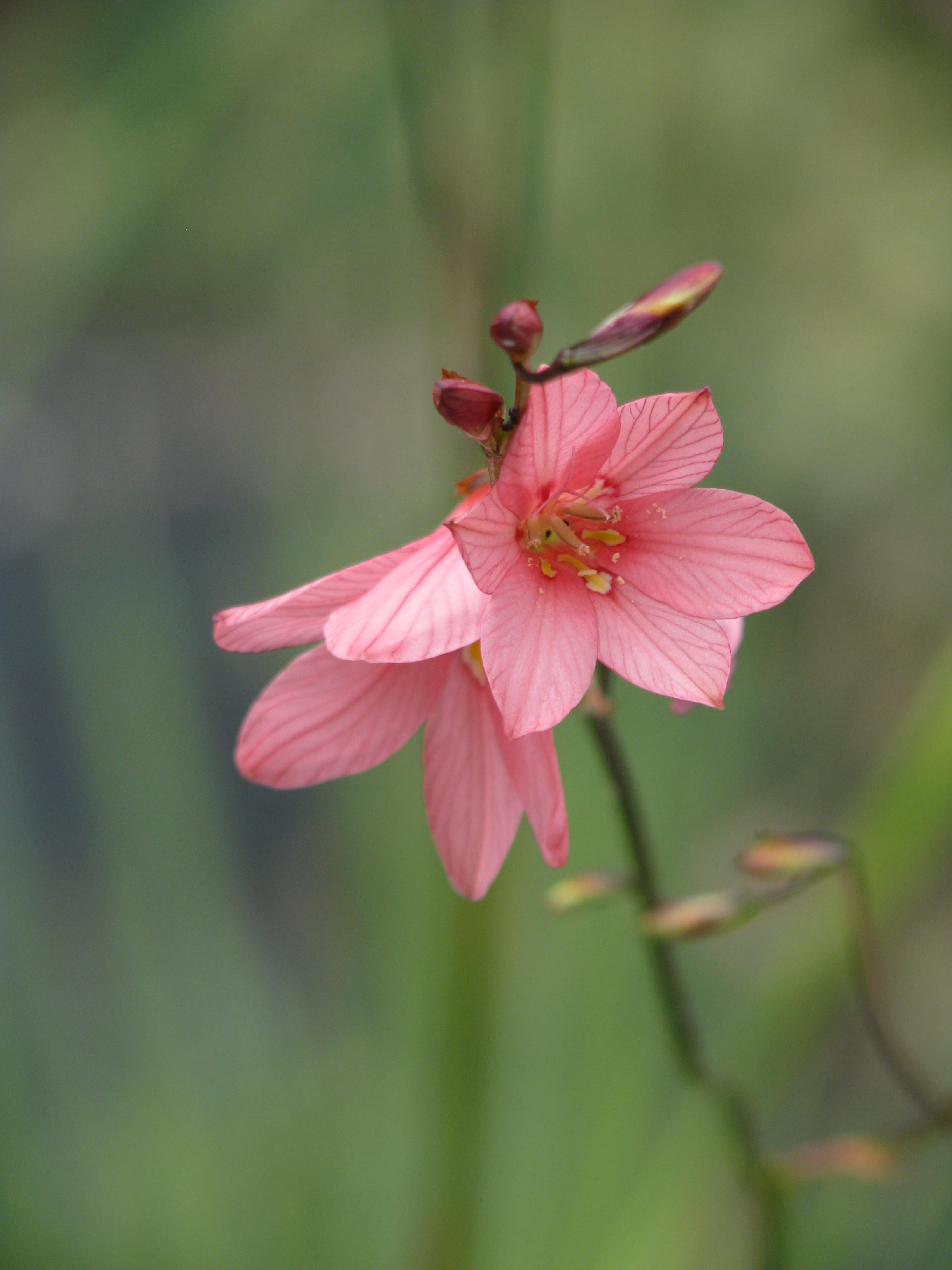
Detalle de la flor

## Descripción
Tritonia disticha, es una planta herbácea perennifolia, geófita que alcanza un tamaño de 0.5 - 0.8 m de altura. Se encuentra a una altitud de 30 - 230 metros en Sudáfrica.

## Distribución
Tritonia disticha, se encuentra en las laderas de las montañas en pastizales y afloramientos rocosos en el sudeste de la Provincia del Cabo (zona de lluvias de verano) hasta KwaZulu-Natal. Tiene hojas en forma de espada con una nervadura central elevada y una vena cerca de los márgenes, las flores son de color rojo brillante, naranja, amarillas o de color rosa con una mancha amarilla en los lóbulos y las floraciones desde verano hasta principios de otoño.

## Taxonomía
Tritonia disticha fue descrita por (Klatt) Baker y publicado en Handb. Irid. 193 1892.
Etimología
Tritonia: nombre genérico que deriva del latín de la palabra tritón, que significa "veleta", y alude a la disposición aparentemente aleatoria de los estambres en algunas especies.
disticha: epíteto latíno que significa "de color amarillo azafrán"
Variedad aceptada
- Tritonia disticha subsp. rubrolucens (R.C.Foster) M.P.de Vos

Sinonimia
- Tritonia coccinea L.Bolus
- Tritonia disticha subsp. disticha
- Tritonixia disticha Klatt[6][7]